# Colpodea
Colpodea (лат.) — отряд простейших из типа инфузории.

## Описание
Инфузории размером от 15 до 1500 мкм. В отличие других инфузорий у Colpodea имеются перекрывающиеся ленты из микротрубочек, называемые LKm-волокнами. Они располагаются вдоль левой стороны соматических рядов ресничек (кинет). Имеются одна или несколько сократительных вакуолей. После деления материнской клетки у дочерних клеток ротовые структуры, как правило, образуются заново.

## Экология
Встречаются обычно в наземных местообитаниях в различных субстратах, в том числе в почве, лесной подстилке, мхах и дуплах деревьев, хотя отдельные представители населяют стоячие пресноводные водоемы. Несколько видов из родов Platyophrya и Woodruffia обнаружены в морях и почвах прибрежных дюн. Биологической особенностью представителей данного класса является устойчивость к высыханию. При наступлении неблагоприятных условий происходиn образование цист. Размножаются обычно бесполым путем. Конъюгация встречается только у Bursariidae.
Питаются бактериями, цианобактериями, водорослями, дрожжами, жгутиконосцами и другими инфузориями.

## Классификация
К этому классу относят около 200 видов из 60 родов. По молекулярно-генетическим данным класс разделяется на четыре клады, которым обычно присваивается ранг отряда:
- Отряд Platyophryida Puytorac et al., 1979
  - Семейство Platyophryidae Puytorac et al., 1979
  - Семейство Sorogenidae Bradbury and Olive, 1980.
  - Семейство Ottowphryidae Foissner, Stoeck, Agatha, Dunthorn, 2011

- Отряд Bursariomorphida Fernández-Galiano, 1978
  - Семейство Bursariidae Bory de St. Vincent, 1826.

- Отряд Cyrtolophosidida Foissner, 1978
  - Семейство Cyrtolophosididae Stokes, 1888

- Отряд Colpodida Puytorac et al., 1979
  - Семейство Colpodidae Bory de St. Vincent, 1826
  - Семейство Bryophryidae Puytorac et al., 1979
  - Семейство Grossglockneriidae Foissner, 1980.
  - Семейство Tillinidae Foissner, Stoeck, Agatha, Dunthorn, 2011